# Caligo martia
Caligo martia is een vlinder uit de familie Nymphalidae. De wetenschappelijke naam van de soort is voor het eerst geldig gepubliceerd in 1824 door [[Jean-Baptiste Godart]].